# Колодний Борис Миколайович
Колодний Борис Миколайович (1922—1975) — український сценарист і редактор.
Народився 2 травня 1922 р. в с. Ярославка Черкаської області в селянській родині.

## Життєпис
Навчався у драматичній студії при Київському державному російському драматичному театрі ім. Лесі Українки (1937–1940), потім — на філологічному факультеті Київського державного університету ім. Т. Г. Шевченка.
Учасник Німецько-радянської війни.
Працював у республіканських газетах (1948–1955), головним редактором Міністерства кінематографії УРСР (1952–1953).
Автор сценаріїв науково-популярних, документальних і художніх фільмів.
Був членом Спілки кінематографістів України.
Помер 12 грудня 1975 р. в Києві.

## Фільмографія
- «Тема № 56» (1950)
- «Тема № 84» (1951)
- «За високий врожай винограду» (1953)
- «Як це сталося» (1954)
- «Нові горизонти» (1955)
- «В степу під Херсоном» (1956)
- «...зміна починається о шостій» (1958, х/ф, Одеська кіностудія)
- «Василь Порик» (1969)
- «Сталевари» (1976) та ін.